# Armillita Chico
Pour les articles homonymes, voir Espinosa.
Fermín Espinosa Saucedo dit « Armillita Chico », né le 3 mai 1911 à Saltillo (Mexique, État de Coahuila), mort à Mexico (Mexique) le 5 septembre 1978, était un matador mexicain.

## Présentation
« Armillita Chico » était le frère de Juan Espinosa Saucedo « Armillita ». Il vint en Espagne en 1928, alors qu’il n’avait pas encore dix-sept ans et remporta immédiatement de nombreux succès : d’un large répertoire au capote, élégant et facile aux banderilles, notable à la muleta et excellent à l’estocade, ses avantages physiques ajoutés à son intelligence de la lidia (« combat ») en ont fait l’un des plus notables matadors d’Amérique latine.
En 1936, un conflit entre matadors espagnols et matadors latino-américains l’obligea à retourner au Mexique, où il continua sa brillante carrière. Il ne revint en Espagne que pour deux saisons en 1945 et 1946. Mais le temps avait passé, la Guerre civile avait eu lieu, le public avait changé, aussi ces deux saisons ne furent qu’en demi-teinte. Il prit donc définitivement sa retraite à la fin de la saison 1946, mais reste encore aujourd’hui considéré comme l’un des plus brillants matadors qu’ait donné le pays de Moctezuma. Il est à l'origine d'une passe de muleta de fioriture  ou adorno : le « molinete de rodillas », molinete exécuté à genoux, que Chicuelo II et El Cordobés affectionnaient particulièrement

### Carrière
- Débuts en public : Mexico le 1er août 1924.
- Alternative au Mexique : Mexico le 23 octobre 1927. Parrain, Antonio Posada ; témoin, Pepe Ortíz.
- Alternative en Espagne : Barcelone le 25 mars 1928. Parrain, son frère  Juan Espinosa Saucedo « Armillita » ; témoin, Vicente Barrera. Taureaux de la ganadería de Antonio Pérez.
- Confirmation d’alternative à Madrid : 10 mai 1928. Parrain, Manuel Jiménez « Chicuelo » ; témoin, « Gitanillo de Triana ». Taureaux de la ganadería de Carmen de Federico.
- Premier de l’escalafón en 1935 (à égalité avec Manolo Bienvenida).